# Copa da UEFA de 1986–87
A Copa da UEFA de 1986–87 foi a décima sexta edição da Copa da UEFA, vencida pelo IFK Göteborg da Suécia em vitória sobre o Dundee United no conjunto (1-0 e 1-1). A maior goleada da competição foi registrada quando o Sporting Club de Portugal venceu o IA por 9-0.

## Primeira fase
| Equipe 1                 | Total  | Equipe 2                   | 1.º jogo     | 2.º jogo          |
| ------------------------ | ------ | -------------------------- | ------------ | ----------------- |
| AC Sparta Prague         | 2–3    | Vitoria SC                 | 1–1 (Report) | 1–2 (Report)      |
| Fiorentina               | 1–1(p) | Boavista                   | 1–0 (Report) | 0–1 (Report)      |
| Athletic Bilbao          | 2–1    | 1. FC Magdeburg            | 2–0 (Report) | 0–1 (Report)      |
| Atlético Madrid          | 3–2    | Werder Bremen              | 2–0 (Report) | 1–2(aet) (Report) |
| Borussia Monchengladbach | 4–1    | FK Partizan                | 1–0 (Report) | 3–1 (Report)      |
| Coleraine F.C.           | 1–2    | Stahl Brandenburg          | 1–1 (Report) | 0–1 (Report)      |
| Dinamo Minsk             | 3–4    | Győri ETO FC               | 2–4 (Report) | 1–0 (Report)      |
| F.C. Groningen           | 8–2    | Galway United              | 5–1 (Report) | 3–1 (Report)      |
| Nantes                   | 1–5    | Torino                     | 0–4 (Report) | 1–1 (Report)      |
| FC Spartak Moscow        | 1–0    | FC Luzern                  | 0–0 (Report) | 1–0 (Report)      |
| FC Universitatea Craiova | 3–2    | Galatasaray                | 2–0 (Report) | 1–2 (Report)      |
| Swarovski Tirol          | 3–2    | Sredets Sofia              | 3–0 (Report) | 0–2 (Report)      |
| Heart of Midlothian F.C. | 3–3(a) | Dukla Praga                | 3–2 (Report) | 0–1 (Report)      |
| Hibernians FC            | 0–10   | Botev Plovdiv              | 0–2 (Report) | 0–8 (Report)      |
| Internazionale           | 3–0    | AEK FC                     | 2–0 (Report) | 1–0 (Report)      |
| IA                       | 0–15   | Sporting Clube de Portugal | 0–9 (Report) | 0–6 (Report)      |
| Jeunesse Esch            | 2–3    | K.A.A. Gent                | 1–2 (Report) | 1–1 (Report)      |
| Beveren                  | 1–0    | Valerenga I.F. Fotball     | 1–0 (Report) | 0–0 (Report)      |
| Kalmar FF                | 1–7    | Bayer Leverkusen           | 1–4 (Report) | 0–3 (Report)      |
| Bayer 05 Uerdingen       | 7–0    | FC Carl Zeiss Jena         | 3–0 (Report) | 4–0 (Report)      |
| Flamurtari Vlorë         | 1–1(a) | FC Barcelona               | 1–1 (Report) | 0–0 (Report)      |
| LASK Linz                | 1–2    | Widzew Łódź                | 1–1 (Report) | 0–1 (Report)      |
| Legia Warszawa           | 1–0    | Dnjepr Dnjepropetrovsk     | 0–0 (Report) | 1–0 (Report)      |
| Napoli                   | 1–1(p) | Toulouse                   | 1–0 (Report) | 0–1 (Report)      |
| Neuchâtel Xamax          | 5–1    | Lyngby BK                  | 2–0 (Report) | 3–1 (Report)      |
| HNK Rijeka               | 1–2    | Standard Liège             | 0–1 (Report) | 1–1 (Report)      |
| OFI Creta                | 1–4    | Hajduk Split               | 1–0 (Report) | 0–4 (Report)      |
| Pécsi MSC                | 1–2    | Feyenoord Rotterdam        | 1–0 (Report) | 0–2 (Report)      |
| Rangers F.C.             | 4–2    | Ilves Tampere              | 4–0 (Report) | 0–2 (Report)      |
| RC Lens                  | 1–2    | Dundee United F.C.         | 1–0 (Report) | 0–2 (Report)      |
| Sigma Olomouc            | 1–5    | IFK Göteborg               | 1–1 (Report) | 0–4 (Report)      |
| Sportul Studenţesc       | 2–1    | AC Omonia                  | 1–0 (Report) | 1–1 (Report)      |

## Segunda fase
| Equipe 1                 | Total  | Equipe 2                   | 1.º jogo     | 2.º jogo     |
| ------------------------ | ------ | -------------------------- | ------------ | ------------ |
| Borussia Monchengladbach | 7–1    | Feyenoord Rotterdam        | 5–1 (Report) | 2–0 (Report) |
| Dukla Praga              | (a)1–1 | Bayer Leverkusen           | 0–0 (Report) | 1–1 (Report) |
| Dundee United F.C.       | 3–1    | FC Universitatea Craiova   | 3–0 (Report) | 0–1 (Report) |
| F.C. Groningen           | (a)1–1 | Neuchâtel Xamax            | 0–0 (Report) | 1–1 (Report) |
| FC Barcelona             | (a)2–2 | Sporting Clube de Portugal | 1–0 (Report) | 1–2 (Report) |
| Swarovski Tirol          | (a)4–4 | Standard Liège             | 2–1 (Report) | 2–3 (Report) |
| Hajduk Split             | 5–3    | Botev Plovdiv              | 3–1 (Report) | 2–2 (Report) |
| IFK Göteborg             | 3–1    | Stahl Brandenburg          | 2–0 (Report) | 1–1 (Report) |
| Beveren                  | 4–3    | Athletic Bilbao            | 3–1 (Report) | 1–2 (Report) |
| Legia Warszawa           | 3–3(a) | Internazionale             | 3–2 (Report) | 0–1 (Report) |
| Rangers F.C.             | 3–1    | Boavista                   | 2–1 (Report) | 1–0 (Report) |
| Sportul Studenţesc       | 1–4    | K.A.A. Gent                | 0–3 (Report) | 1–1 (Report) |
| Torino                   | 5–1    | Győri ETO FC               | 4–0 (Report) | 1–1 (Report) |
| Toulouse                 | 4–6    | FC Spartak Moscow          | 3–1 (Report) | 1–5 (Report) |
| Vitoria SC               | 2–1    | Atlético Madrid            | 2–0 (Report) | 0–1 (Report) |
| Widzew Łódź              | 0–2    | Bayer 05 Uerdingen         | 0–0 (Report) | 0–2 (Report) |

## Terceira fase
| Equipe 1           | Total  | Equipe 2                 | 1.º jogo     | 2.º jogo     |
| ------------------ | ------ | ------------------------ | ------------ | ------------ |
| Dukla Praga        | 0–1    | Internazionale           | 0–1 (Report) | 0–0 (Report) |
| Dundee United F.C. | 2–0    | Hajduk Split             | 2–0 (Report) | 0–0 (Report) |
| F.C. Groningen     | 1–3    | Vitoria SC               | 1–0 (Report) | 0–3 (Report) |
| FC Spartak Moscow  | 1–2    | Swarovski Tirol          | 1–0 (Report) | 0–2 (Report) |
| K.A.A. Gent        | 0–5    | IFK Göteborg             | 0–1 (Report) | 0–4 (Report) |
| Bayer 05 Uerdingen | 0–4    | FC Barcelona             | 0–2 (Report) | 0–2 (Report) |
| Rangers F.C.       | 1–1(a) | Borussia Monchengladbach | 1–1 (Report) | 0–0 (Report) |
| Torino             | 3–1    | Beveren                  | 2–1 (Report) | 1–0 (Report) |

## Quartas-de-final
| Equipe 1                 | Total  | Equipe 2        | 1.º jogo     | 2.º jogo     |
| ------------------------ | ------ | --------------- | ------------ | ------------ |
| Borussia Monchengladbach | 5–2    | Vitoria SC      | 3–0 (Report) | 2–2 (Report) |
| Dundee United F.C.       | 3–1    | FC Barcelona    | 1–0 (Report) | 2–1 (Report) |
| IFK Göteborg             | (a)1–1 | Internazionale  | 0–0 (Report) | 1–1 (Report) |
| Torino                   | 1–2    | Swarovski Tirol | 0–0 (Report) | 1–2 (Report) |

## Semifinais
| Equipe 1           | Total | Equipe 2                 | 1.º jogo     | 2.º jogo     |
| ------------------ | ----- | ------------------------ | ------------ | ------------ |
| Dundee United F.C. | 2–0   | Borussia Monchengladbach | 0–0 (Report) | 2–0 (Report) |
| IFK Göteborg       | 5–1   | Swarovski Tirol          | 4–1 (Report) | 1–0 (Report) |

## Final
| Equipe 1     | Total | Equipe 2           | 1.º jogo     | 2.º jogo     |
| ------------ | ----- | ------------------ | ------------ | ------------ |
| IFK Göteborg | 2–1   | Dundee United F.C. | 1–0 (Report) | 1–1 (Report) |